# Isola Pamanzi
Pamanzi (o Petite-Terre) è un'isola francese della collettività d'oltremare di Mayotte. Vi si trovano i comuni di Dzaoudzi e Pamandzi ed è la seconda isola di Mayotte per superficie.
Su questa isola si concentrano le attività militari, le risorse in elettricità e carburanti e il centro d'ascolto militare dei Badamiers, della rete detta Frenchelon.
Il collegamento con Grande-Terre è affidato a un servizio traghetti che arrivano a Mamoudzou, principale città di Mayotte.
L'aeroporto di Dzaoudzi ha la particolarità di accogliere voli internazionali senza essere controllato.